# Mensenrechtenprijs van de Verenigde Naties
De Mensenrechtenprijs van de Verenigde Naties (United Nations Prize in the Field of Human Rights) is een vijfjaarlijkse prijs voor mensen en organisaties die zich op een bijzondere manier hebben ingezet voor promotie en bescherming van de mensenrechten zoals opgesteld in de Universele Verklaring van de Rechten van de Mens. Deze erkenning werd ingesteld door de Algemene Vergadering van de Verenigde Naties tijdens Resolutie 2217 in 1966 en in 1968 voor het eerst uitgereikt op 10 december, de dag van de mensenrechten. Sindsdien werd de prijs die dag om de vijf jaar uitgereikt met uitzondering van de periode tussen 1978 en 1988, waarbij 10 jaar werd gewacht tussen twee uitreikingen.
De winnaars worden geselecteerd door een speciaal comité bestaande uit de voorzitter van de Algemene Vergadering, de Economische en Sociale Raad, en de voorzitters van de Mensenrechtenraad (voorheen de Mensenrechtencommissie), Commissie voor de Status van de Vrouw en de Sub-commissie voor de promotie en bescherming van mensenrechten. De prijs zelf is een metalen plakkaat met daarop het VN-zegel en een artistiek ontwerp, gegraveerd met een bij de situatie passend citaat.

## Winnaars

### 1968
- Manuel Bianchi, voorzitter van de Inter-Amerikaanse Commissie voor Mensenrechten (Chili)
- René Cassin, lid van de Mensenrechtencommissie (Frankrijk)
- Albert Luthuli, President van de ANC (postuum) (Zuid-Afrika)
- Mehranguiz Manoutchehrian, senator (Iran)
- Petr Emelyanovich Nedbailo, Lid van de Mensenrechtencommissie (Oekraïne)
- Eleanor Roosevelt, president van de Mensenrechtencommissie (postuum) (Verenigde Staten)

### 1973
- Taha Hussein, professor literatuur (Egypte)
- C. Wilfred Jenks, directeur-generaal van de Internationale Arbeidsorganisatie (postuum) (Verenigd Koninkrijk)
- María Lavalle Urbina, advocaat (Mexico)
- Abel Muzorewa, president van de ANC (Namibië)
- Seewoosagur Ramgoolam, premier van Mauritius (Mauritius)
- U Thant, Secretaris-generaal van de Verenigde Naties (Myanmar)

### 1978
- Begum Ra'Ana Liaquat Ali Khan (Pakistan)
- Prince Sadruddin Aga Khan (Iran)
- Martin Luther King (postuum) (Verenigde Staten)
- Helen Suzman (Zuid-Afrika)
- Internationaal Comité van het Rode Kruis
- Amnesty International
- Vicaría de la Solidaridad (Chili)
- Union nationale des femmes de Tunisie (Tunesië)

### 1988
- Baba Murlidhar Devidas Amte, mensenrechten advocaat (India)
- John Peters Humphrey, directeur van de Verenigde Naties afdeling voor Mensenrechten (Canada)
- Adam Lopatka, president van de hoge raad (Polen)
- Leónidas Proaño, bisschop (Ecuador)
- Nelson Mandela, advocaat en staatsman (Zuid-Afrika)
- Winnie Mandela, medisch en sociaal medewerker (Zuid-Afrika)

### 1993
- Hassib Ben Ammar, president van het Arabisch Instituut voor Mensenrechten (Tunesië)
- Erica-Irene Daes, voorzitter van de Working Group on Indigenous Populations (Griekenland)
- James P. Grant, uitvoerend directeur van UNICEF (Verenigde Staten)
- Internationale Commissie van Juristen (hoofdkwartier in Genève)
- Medisch personeel van het Centrale Ziekenhuis in Sarajevo
- Sonia Picado Sotela, vicepresident van het Inter-Amerikaans Hof voor de Mensenrechten (Costa Rica)
- Ganesh Man Singh, leider van Nepal en commandant van de democratische beweging uit 1990.[2] (Nepal)
- Sudanese Women's Union (Soedan)
- Julio Tumiri Javier, oprichter van de Permanente Samenstelling van Mensenrechten (Bolivia)

### 1998
- Sunila Abeyesekera, uitvoerend directeur van INFORM (Sri Lanka)
- Angelina Acheng Atyam, oprichter van de Concerned Parents Association (Oeganda)
- Jimmy Carter, staatsman en voormalig president (Verenigde Staten)
- José Gregori, staatssecretaris voor mensenrechten (Brazilië)
- Anna Sabatova, oprichter van Charta 77 (Tsjechië)
- Alle Mensenrechtenverdedigers.

### 2003
- Enriqueta Estela Barnes de Carlotto, president van de Grootmoeders van de Plaza de Mayo (Argentinië)
- Mano River Women's Peace Network (Sierra Leone, Liberia, en Guinee)
- Family Protection Project Management Team (Jordanië)
- Deng Pufang, voorzitter van de China Disabled Persons' Federation (Volksrepubliek China)
- Shulamith Koenig, uitvoerend-directeur van de People's Movement for Human Rights Education (Verenigde Staten)
- Sérgio Vieira de Mello, VN vertegenwoordiger vermoord in Irak (postuum) (Brazilië)

### 2008
- Louise Arbour, voormalig VN-Hogecommissaris voor de Mensenrechten (Canada)
- Benazir Bhutto, vermoorde voormalige premier van Pakistan en leider van de oppositie (postuum)
- Ramsey Clark, voormalig United States Attorney General
- Carolyn Gomes van Jamaicans for Justice
- Denis Mukwege, mede-oprichter van het General Referral Ziekenhuis van Panzi (Democratische Republiek van de Congo)
- Dorothy Stang, vermoorde non (Brazilië, postuum)
- Human Rights Watch

### 2013
- Biram Dah Abeid, zoon van een vrije slaaf en spant zich in om slavernij uit te roeien
- Hiljmnijeta Apuk, komt op voor de mensenrechten van kleinere mensen
- Liisa Kauppinen, voorzitter emeritus van de Wereldfederatie van Doven
- Khadija Ryadi, voormalig voorzitter van de Marokkaanse mensenrechtenorganisatie
- Hooggerechtshof van de Natie
- Malala Yousafzai, kinderrechtenactiviste

### 2018
- Asma Jahangir, uit Pakistan
- Rebeca Gyumi, uit Tanzania
- Joênia Wapixana, uit Brazilië
- Front Line Defenders, uit Ierland